# 아리하라 간나
아리하라 칸나(有原栞菜, 1993년 6월 15일 -)은 가나가와현 출신의 아이돌 가수이다. 2010년에 “칸나(栞菜)” 명의로 BLUE ROSE에 소속. 공식 애칭은 “아리칸(アリカン)”. 그 외의 애칭은 칸나(かんな), 칸짱(かんちゃん), 칸칸(かんかん) 등이 있다.

## 특징
- “칸나”라고 하는 이름을 지어준 것은 어머니로, 칸나를 좋아했었기 때문에. 똑같이 같은 그룹의 우메다 에리카도 에리카 꽃을 좋아했던 어머니가 이름을 지어준 것으로, 두 사람의 공통점으로 회자되고 있다.
- 좋아하는 것은 메론과 매실절임과 얼린 닭고기. 특히 메론에 대한 관심이 높아서 통째로 두 개를 한번에 먹어버릴 정도다.
- 좋아하는 과목은 음악. 좋아하는 스포츠는 풋살
- 운동능력은 높다. “Hello! Project SPORTS FESTIVAL 2006”에선 첫 출장이면서 “100m 달리기”에서 종합 2위에 들어가, 헬로! 프로젝트 팬에게 그 존재를 강하게 과시했다.
- 같은 큐트 멤버였던 무라카미 메구미와는 5mm 정도밖에 키차이가 나지 않아 2006년 안에 무라카미의 키를 넘을 것을 이벤트 등에서 선언하고 있었다. 10월부터 시작된 3개월 연속 FC 이벤트에서 신장계를 꺼내어 승부하는 일이 있었지만 10월 31일자로 무라카미 메구미가 큐트 및 헬로! 프로젝트를 탈퇴한 때문에, 승부는 보지 못하고 끝났다.
- 같은 큐트 멤버인 나카지마 사키에게선 “칸난”이라고, 마지막에 “응”을 붙여서 불린다.
- 팬클럽 한정 응원기획 이벤트의 촌극 《큐티 탐정 사무소》에서의 역할은 오츠 칸나(小津栞菜)이지만, 이것은 악수회에서 팬이 “수고하셨습니다”를 변화시켜 “오츠칸나(おつ栞菜)” 말을 걸었던 것이라고 한다. 큐트 멤버 사이에서도 화제가 되었던 것 같다.
- 존경하는 선배로는 야구치 마리(퍼스트 콘서트 DVD의 코멘트에서). 다른 멤버의 증언에 따르면, “대기실에서 칸나의 단독 콘서트가 시작”하고, 그룹의 무드 메이커로, 협잡꾼적인 존재가 되어 있는 것은 야구치와 닮아 있다.
- 2006년 신춘 개최의 “Hello! Project 2006 Winter ~전원집GO!~”의 콘서트에서 의상에 달린 번호는 87(아리하라의 하=8, 칸나의 나=7).
- 2009년 2월 29일, 평소에 앓고있던 병, 외반모지(엄지 발가락이 둘째 발가락쪽으로 굽는 질환)때문에 활동을 중단(℃-ute 8th 싱글「Bye Bye Bye!」활동에는 참가하지 못했고, 콘서트때에도 마찬가지였다.).
- 2009년 7월 9일, 활동을 복귀하지 않은채 평범한 소녀로 돌아가고 싶다며, 큐트와 헬로! 프로젝트를 탈퇴. 본인 코멘트 없음.
- 2010년, “칸나(栞菜)” 명의로 BLUE ROSE에 소속되었으며, 5월 31일에 오피셜 블로그가 개설되었다.

## 약력
2004년
- 6월에 열린 “하로프로 에그 오디션 2004”에서 합격.

2005년
- 1월 개최의 헬로! 프로젝트 콘서트의 동경 공연에서 백댄서 20명 중 한 명으로 출연. 이것이 첫 무대가 되었다.
- 10월 8일부터 10일에 파시피코 요코하마에서 열린 “〈모닝구무스메。“뜨거운 지구를 식힌다。”문화제 2005〉in 요코하마”에 토모이키·키오우에타이의 일원으로 노토 아리사, 오오세 카에데, 후루카와 코나츠, 마에다 유우카와 같이 등장했다.

2006년
- 1월 2일의 “Hello! Project 2006 Winter ~원더풀 하츠~” 나카노 선플라자 공연에서 ℃-ute의 8번째 멤버로 정식 발표되었다. 연수생인 에그에서 헬로! 프로젝트에 정식으로 소속되는 것은 오카다 유이(비유덴) 이래 두 명째. 동시에 토모이키・키오우에타이에서도 탈퇴했다.
- 1월 28일의 “Hello! Project 2006 Winter ~전원집GO!~”에 실제로 ℃-ute 멤버로 무대에 섰다.
- 3월 19일의 “Hello! Project SPORTS FESTIVAL 2006 in SAITAMA SUPER ARENA”에서는, 그린 아스파라거스에 소속.

2007년
- 5월 13일의 “제1회 Hello! Project 신인 공연”에 미츠이 아이카와 쥰쥰, 링링(이상 모닝구무스메), THE 폿시보, 하로프로에그와 같이 공연.

2008년
- 7월 29일 잡지 BUBKA에서 쟈니스Jr.의 하시모토 료스케와 데이트 장면 포착.

2009년
- 2월 28일에 출연 예정이었던 Zepp NAGOYA로 행해지는 팬클럽 한정 이벤트「HELLO! 10TH PARTY2 하로프로 감사제」로부터 ℃-ute로서의 활동 및 헬로! 프로젝트의 활동을 휴지. 이유는 지병으로 병을 앓고 있던 외반모지가 악화되었기 때문에 스테이지에서의 퍼포먼스가 곤란하게 되어, 치료가 필요하기 때문.
- 7월 11일에 공식 사이트에서 7월 9일로서, ℃-ute 및 헬로! 프로젝트를 탈퇴했던 것이 발표되었다.

2010년
- 칸나(栞菜) 명의로 BLUE ROSE에 소속.
- 5월 31일에 오피셜 블로그를 개설하였다.

## 활동

### 텔레비전
- ℃-ute Has Come ～キュートガヤッテキタ～ (2006년 12월 2일 · 16일, KIDS Station)
- 베리큐! (2008년 3월 13일 - 10월 3일, 테레비도쿄)
- 요로센! (2008년 10월 6일 - 2009년 3월 27일, 테레비도쿄)

## 서적
- 1st 사진집「栞菜（かんな）」(2010년 12월 18일, 진유사) ISBN 978-4-86391-145-1

## 소속 그룹
- 토모이키·키오우에타이 (2005년 - 2006년 1월)
- ℃-ute (큐트) (2006년 1월 - 2009년 7월 9일)
- 갓타스 브릴리언티스 H.P. (2007년 - 2009년)
  - 리틀 갓타스 (갓타스 브릴리언티스 H.P. 유스 팀) (2006년 2월 - 2009년)